# Juntas Generales de Álava

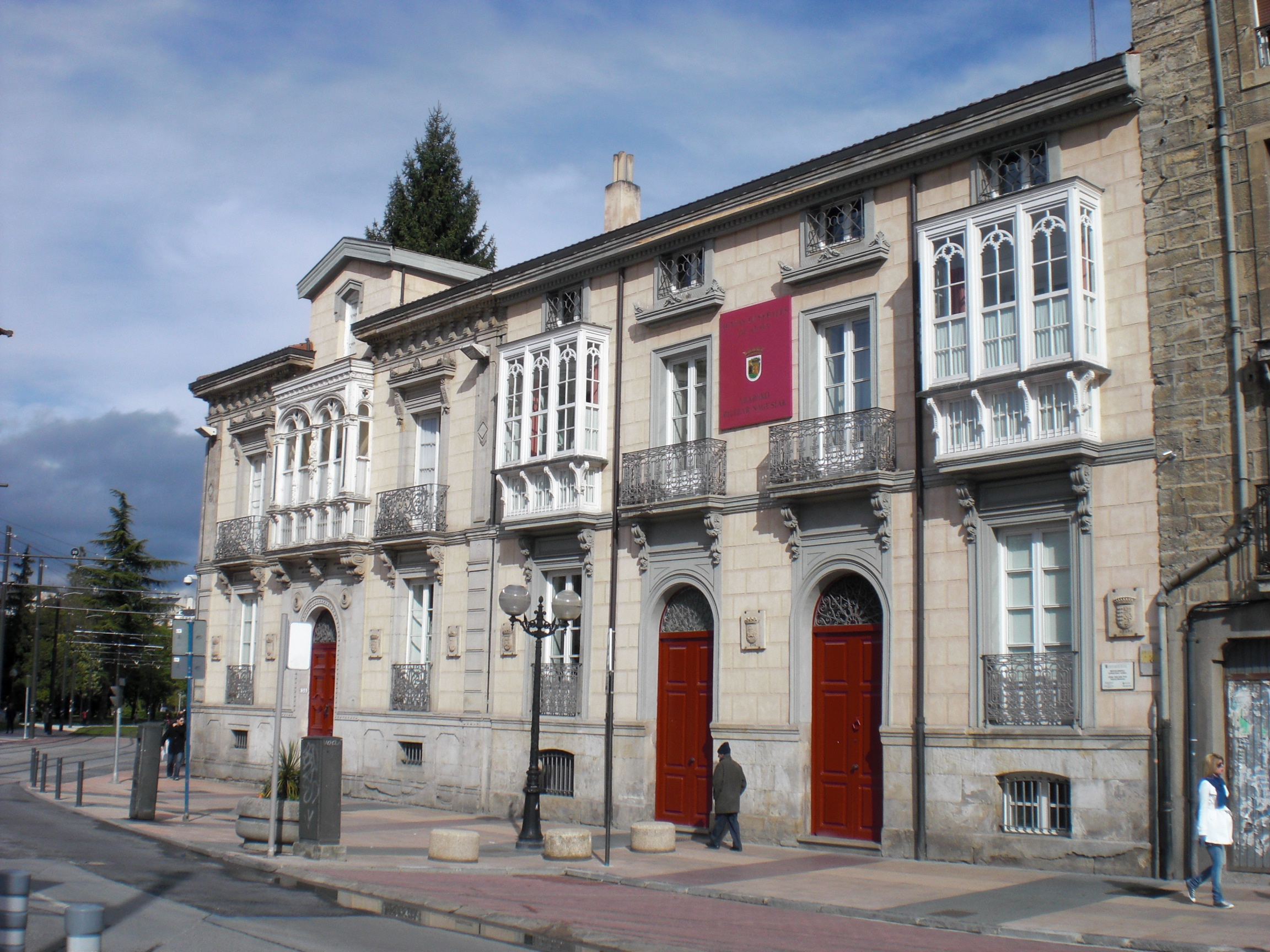
Sede de las Juntas generales de Álava en la calle Vicente Goikoetxea 2, Vitoria.

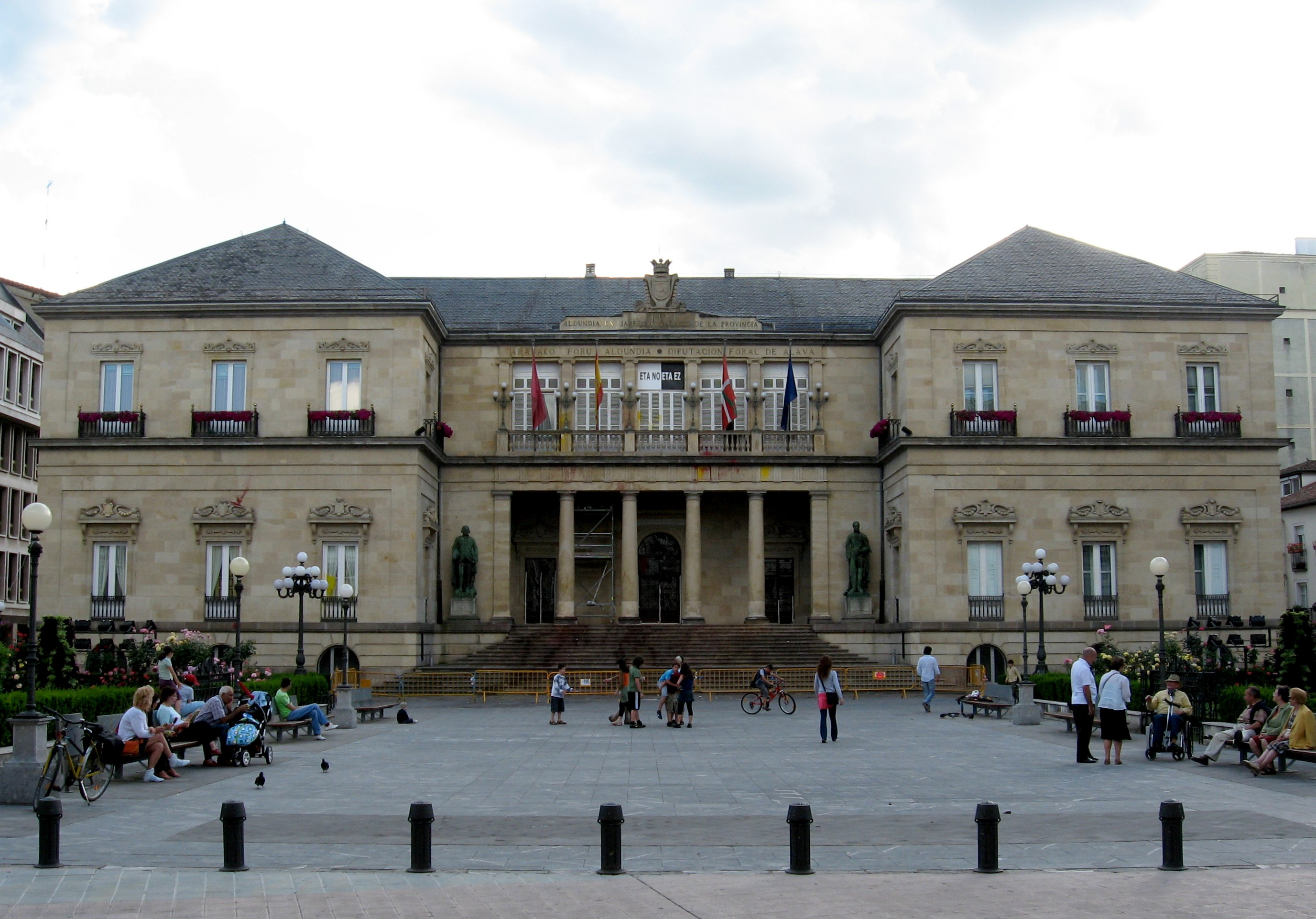
Edificio principal de la Diputación Foral de Álava en Vitoria.

Las Juntas Generales de Álava (en euskera y cooficialmente Arabako Batzar Nagusiak) son el parlamento y órgano legislativo de la provincia y territorio histórico de Álava (País Vasco), en España.

## Sede
Las Juntas Generales tienen su sede en tres edificios diferentes, pero conectados entre sí, de titularidad de la Diputación Foral de Álava, cedido su uso a las Juntas Generales. Tras un primer periodo inicial, en oficinas propias de la Diputación, en 1987 se inauguraron nuevas instalaciones en la casa nº 34 de la calle Prado, con acceso desde Vicente Goikoetxea. Se trata de un edificio de 1868 obra del arquitecto Martín de Saracíbar. En 1987, también, se habilitaron, en un edificio más moderno, contiguo y comunicado con el del s. XIX, los despachos y lugares de reunión de los Grupos Junteros.
En 1994, debido a la ampliación de servicios, se cedió por la Diputación un nuevo edificio colindante, situado en la Calle Prado nº 32. Al igual que el anterior, se trataba de una construcción de s. XIX, en concreto de 1881, también del mismo arquitecto. Ambos quedaron unidos arquitectónicamente, formando un solo edificio.
En estas instalaciones se desarrollan la totalidad de servicios, tanto administrativos como parlamentarios, excepto las sesiones de los plenos de este legislativo alavés que se siguen celebrando en el histórico Salón de Plenos ubicado en la Casa-Palacio de la Provincia, primera sede construida para acoger los órganos de las Juntas Generales de Álava.

## Funciones y competencias
Entre las atribuciones que poseen las Juntas Generales se encuentran:
- Aprobación de normas forales, mediante las cuales se regulan materias en las que la provincia tiene competencias. Cuando se trata de competencias exclusivas de la provincia esas normas forales tienen rango equivalente a ley. Entre las materias en las que Álava tiene competencias exclusivas se encuentran el funcionamiento de los órganos forales como la Diputación Foral de Álava o las propias JJGG.; los presupuestos y cuentas de Álava, los planes sectoriales, el régimen tributario, el régimen tributario y de financiación de los ayuntamientos, los bienes provinciales y municipales y las demarcaciones municipales.
- Elección del Diputado General, que es la cabeza del poder ejecutivo provincial.
- Aprobación de los presupuestos de la provincia.
- Control e impulso de la actividad de la Diputación Foral de Álava.

## Historia
La historia de las Juntas Generales de Álava puede dividirse a grandes rasgos en tres periodos: un primer periodo que abarca desde su formación en el siglo XV hasta su abolición en 1876, un segundo periodo transitorio que abarca la mayor parte del siglo XX, en el que tuvo una vida intermitente con carácter primariamente ceremonial, y un tercer periodo contemporáneo, que abarca desde la Transición española hasta la actualidad.

### Origen
Su origen se remonta a 1463, lo que hace de las Juntas Generales de Álava uno de los parlamentos más antiguos de Europa. Tras su abolición en 1876, en 1979 fueron reinstauradas como un verdadero parlamento moderno, democrático y representativo. 
Los primeros testimonios de una organización política en Álava se dieron en 1258 con la constitución de la Cofradía de Arriaga, aunque estos nada tienen que ver con las actuales Juntas Generales. Los historiadores han determinado como origen de nuestra institución a la Hermandad provincial de Álava. Las villas y concejos alaveses se agrupaban en hermandades -para la defensa del orden público y contra los malhechores–, como dice el escudo de la provincia, hasta que en 1463 todas estas hermandades se reunieron en Ribabellosa para redactar el conocido ‘Cuaderno de Leyes y Ordenanzas de la Hermandad Provincial de Álava’. Aprobado por el rey Enrique IV, en sus páginas se diseñaba por primera vez una organización política y administrativa de la provincia.
En ese primer periodo las Juntas Generales de Álava acumulaban el poder ejecutivo, el legislativo y el judicial sobre el territorio de Álava, sin haber una clara división de poderes; era el máximo órgano de poder de dicho territorio. Las Juntas funcionaban como una asamblea representativa de las hermandades que conformaban la provincia de Álava que se reunía cada cierto tiempo para hacer uso de sus atribuciones, que abarcaban aspectos ejecutivos, legislativos y judiciales. Para los períodos entre junta y junta, las Juntas Generales nombraban al Diputado General, que actuaba como representante del rey en la provincia y como comisionado de las Juntas para dirigir la provincia en el día a día y llevar a cabo lo acordado por las Juntas Generales. 
Atribuciones
De acuerdo a la norma foral escrita y las costumbres tradicionales, las atribuciones de las Juntas Generales de Álava eran las siguientes:
1. Hacer guardar las leyes y ordenanzas. Realizaban esta labor de forma conjunta con el Diputado General.
2. Determinar los impuestos y el modo de su recaudación entre los diferentes elementos de la provincia.
3. Recibir el juramento de los Fueros por el rey.
4. Nombrar al Diputado General y al resto de los elementos directivos de la provincia. Las Juntas Generales de Álava intervenían en la reestructuración de las Cuadrillas y Hermandades alavesas.
5. Instrumentar el "pase foral" a la legislación de origen real; es decir, vetar aquellas leyes reales que contravenían los Fueros.
6. Efectuar las levas militares y llamar a las armas a las milicias forales, encargadas de defender el territorio de Álava.
7. Administrar la provincia: establecimiento del presupuesto general, cuidado de la red viaria, pesas, medidas, problemas municipales, etc.
8. Ejercer funciones judiciales atendiendo a todas las reclamaciones: corregir sentencias, mediar en pleitos entre concejos, villas y vecinos, etc..

Juntas ordinarias y extraordinarias
Existían dos tipos de Juntas Generales: las juntas ordinarias y las extraordinarias. Las juntas ordinarias se celebraban bajo una cierta periodicidad, que fue variando con el tiempo; en un principio esta periodicidad no estaba establecida. En Álava las Juntas Generales acabaron reuniéndose dos veces al año: en mayo se reunían por tierras esparsas, es decir, en algún lugar de la provincia, mientras que en noviembre se reunían en la capital, Vitoria. 
Probablemente acudieran a las primeras juntas toda clase de procuradores sin mayor distinción social ni de sexo, tal y como ocurría durante la Edad Media en las juntas de la Cofradía de Arriaga; pero en el siglo XVI se establecieron varios condicionantes de elegibilidad que perduraron hasta el siglo XIX: solo podían ser junteros aquellos varones poseedores de cierta renta vecinos afincados de la localidad a la que representaban y de limpieza de sangre asegurada y probada (lo que solía suponer un cierto desembolso económico). Ni sacerdotes ni abogados podían ser junteros. En Álava se excluyó también a los funcionarios del gobierno provincial y a personas relacionadas económicamente con la institución provincial. Cada concejo o villa con derecho a voto podía enviar un juntero. En Álava los concejos se agrupaban en hermandades a las que cedían su voto y representación en las Juntas; estas hermandades fueron la base de los actuales municipios rurales de la provincia.

### Abolición del régimen foral
Las Juntas Generales dejaron de celebrarse como consecuencia de la aplicación de la Ley de 21 de julio de 1876 que derogaba el régimen foral vasco, del que solo se conservaron algunos aspectos como el Cupo vasco. Esa ley se aprobó al poco de finalizar la tercera guerra carlista (1872-1876), en la que el País Vasco y Navarra habían sido el principal bastión del pretendiente carlista al trono, que resultó derrotado en la guerra.
En las décadas siguientes a la abolición foral, la recuperación total del régimen foral y de su institución señera, las Juntas Generales, fue una de las principales reivindicaciones del foralismo alavés, en el que convergieron corrientes políticas vinculadas al carlismo, al nacionalismo vasco y el primitivo alavesismo conformado alrededor de la figura del diputado por Álava Eduardo Dato. En este contexto, ya en la década de 1880 y en los primeros años del siglo XX tanto en Álava como en Guipúzcoa y en Vizcaya se hicieron varias propuestas de recuperación institucional de las juntas, pero únicamente en el caso alavés estas propuestas lograron materializarse. En 1909 se recuperaron las juntas, aunque no como cámara de producción normativa (legislativa) sino únicamente como órgano consultivo y asesor de la Diputación Foral de Álava, según el ejemplo del Consejo Foral Administrativo de Navarra. Esta reinstauración de las juntas duró hasta 1923, año en el que fueron abolidas por la dictadura de Miguel Primo de Rivera.

### Recuperación de las juntas generales conmemorativas
Tras la experiencia como órgano consultivo, la buena sintonía entre las élites provinciales alavesas y los círculos de poder del régimen de Franco y el clima de condescendencia con el foralismo alavés, ejemplificado en el respeto al concierto económico alavés, mantenido tras la Guerra Civil a semejanza del convenio económico navarro y a diferencia del vizcaíno y el guipuzcoano, en 1958 la Diputación Foral de Álava logró la reinstauración de las juntas generales en un papel denominado "conmemorativo" que suponía la celebración de dos sesiones al año de las juntas para servir de foro de escucha de las necesidades y problemáticas de los municipios de la provincia.
La primera de las sesiones anuales tenía lugar cada año en una localidad fuera de Vitoria, en tanto que la segunda tenía lugar en noviembre de cada año en el palacio provincial de Vitoria.
La primera de esas sesiones de las juntas generales conmemorativas tuvo lugar en mayo de 1958 en Respaldiza (Ayala), en tanto que para la última, producida en 1977, fue elegida la localidad de Rivabellosa (Ribera Baja).

### Recuperación de la democracia

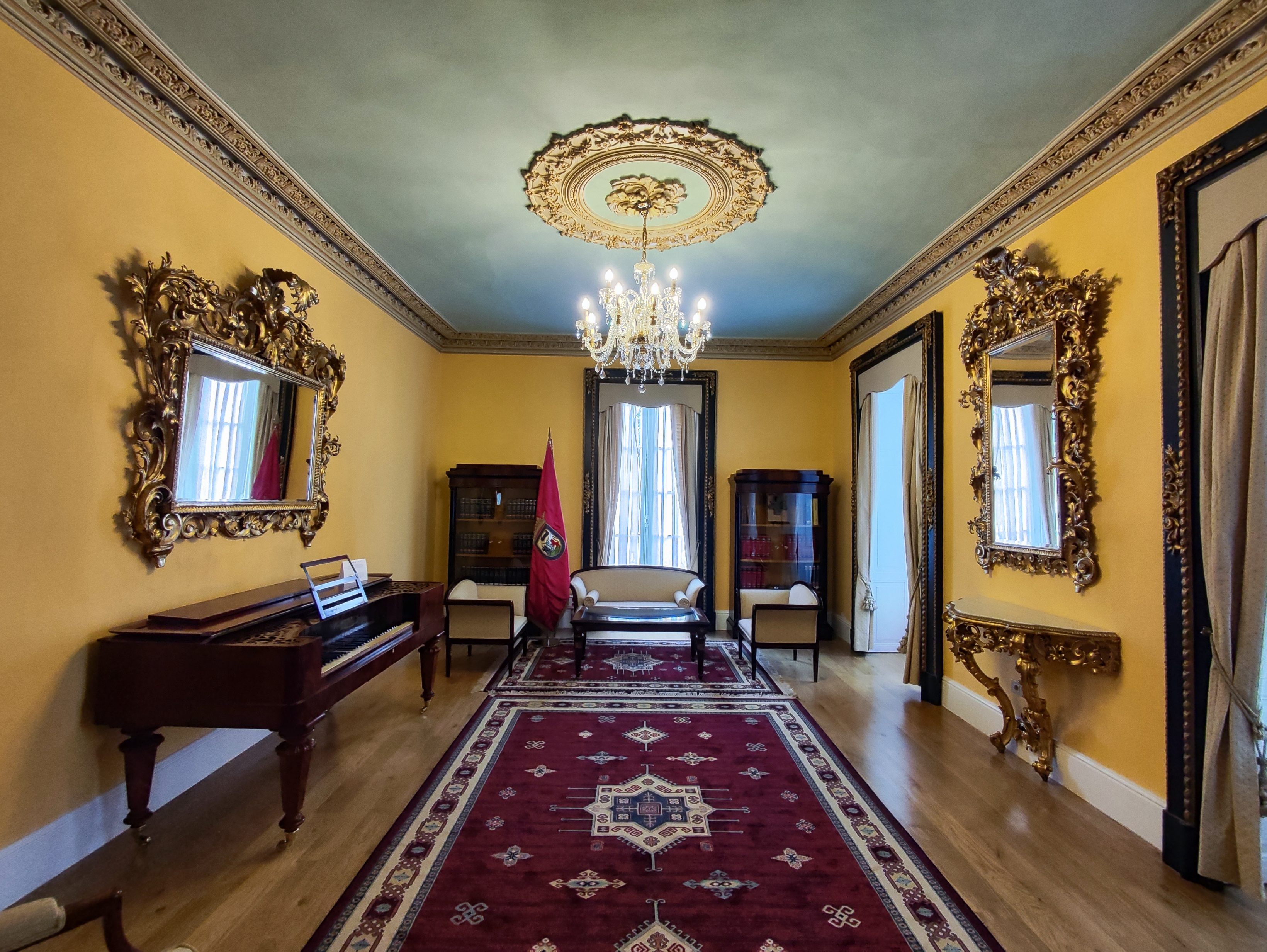
Sala de recepción de visitas

En el marco de recuperación democrática en España, ya en las sesiones de las Juntas Generales conmemorativas de 1976 (celebradas en Oyón y Vitoria) se hicieron propuestas de democratización y recuperación de la capacidad normativa de la institución foral. A tal fin, en mayo de 1977 las Juntas Generales conmemorativas acordaron en su sesión de Rivabellosa suspender sus reuniones a la espera de que las competencias y funcionamiento de las juntas fueran objeto de una reforma por el gobierno de Adolfo Suárez. Así las cosas, y tras un primer intento de reforma parcial materializado por Real Decreto de 2 de junio de 1977 en el que se ampliaba la representación municipal de las Juntas Generales conmemorativas, la Constitución Española aprobada en diciembre de 1978 derogó definitivamente la ley de 1876 y reconoció los derechos históricos de los territorios forales en su disposición adicional primera donde se puede leer: La Constitución ampara y respeta los derechos históricos de los territorios forales. La actualización general de dicho régimen foral se llevará a cabo, en su caso, en el marco de la Constitución y de los Estatutos de Autonomía.
Con soporte en esa disposición adicional primera de la Constitución que amparaba los derechos históricos de los territorios forales, el gobierno de Adolfo Suárez reimplantó por real decreto de enero de 1979 las Juntas Generales de Álava como órgano representativo supervisor de las actividad de las Diputación Foral de Álava, fijándose la democratización de su composición en las elecciones municipales de 1979 sobre la base de la división del territorio alavés en 18 circunscripciones o hermandades históricas y la regulación de un sufragio indirecto de los procuradores de las juntas, que no serían elegidos por los ciudadanos, sino por los concejales de los distintos municipios alaveses.
El Real Decreto del 26 de enero de 1979 es el que resucita definitivamente las Juntas Generales de Álava, que quedan definidas de la siguiente manera:
- Artículo 1.° Corresponde a las Juntas Generales de Alava y a su Diputación Foral el gobierno y administración de los intereses peculiares de la provincia.
- Artículo 2.° Las Juntas Generales de Alava son, conforme a su tradición histórica, el órgano de participación del pueblo alavés, a través de sus Municipios agrupados en Hermandades, en la administración y gobierno provincial.
- Artículo 3.° Los Municipios de Alava, a los efectos prevenidos en el presente Real Decreto, se agrupan en Hermandades que a tal fin constituyen las correspondientes circunscripciones electorales, a cada una de las cuales corresponden los procuradores que se señalan.

El sistema de elección de las juntas de 1979 basado en elección indirecta de los procuradores mediante el voto de los concejales de los municipios alaveses, así como la división en 18 circunscripciones del territorio alavés que producía una gran desproporcionalidad del voto y una sobrerrepresentación de las zonas rurales al asignar a la ciudad de Vitoria sólo 27 de los 57 procuradores de las juntas pese a que la capital alavesa suponía más de las tres cuartas partes de la población de Álava, sería modificado en 1983. En ese año, con los únicos votos a favor del PNV se reguló la elección directa de los procuradores, pero se mantuvo un alto número de circunscripciones electorales (7, una por cada una de las cuadrillas alavesas) y con el una sobrerrepresentación del voto rural.
Para las elecciones de 1987, habiendo perdido el PNV la mayoría absoluta en las juntas generales con motivo de la escisión protagonizada por Eusko Alkartasuna, la oposición formada por el Partido Socialista de Euskadi, Eusko Alkartasuna y Euskadiko Ezkerra, volvió a modificar el sistema de elección de las juntas reduciendo el número de circunscripciones de 7 a 3 (correspondientes a Vitoria, Cuadrilla de Ayala, y resto de la provincia), número que se mantiene en la actualidad.

## Composición
Las Juntas Generales están formadas por 51 procuradores que son elegidos por sufragio universal. Las elecciones a las Juntas Generales se celebran cada cuatro años y coinciden con las elecciones municipales.
Circunscripciones
La elección de los procuradores se realiza sobre la base de tres circunscripciones electorales basadas en las cuadrillas o comarcas alavesas:
- Cuadrilla de Vitoria (39 procuradores): integrada por el municipio de Vitoria.
- Cuadrilla de Ayala (5 procuradores): integrada por los municipios de Amurrio, Arceniega, Ayala, Llodio y Oquendo.
- Tierras Esparsas (7 procuradores): agrupa las cinco cuadrillas restantes: Zuya, Salvatierra, Añana, Campezo y Laguardia. Está integrada por los municipios de Alegría de Álava, Aramayona, Armiñón, Arrazua-Ubarrundia, Aspárrena, Baños de Ebro, Barrundia, Berantevilla, Bernedo, Campezo, Cigoitia, Cripán, Cuartango, Elburgo, Elciego, Elvillar, Iruña de Oca, Iruraiz-Gauna, Labastida, Lagrán, Laguardia, Lanciego, Lantarón, Lapuebla de Labarca, Leza, Maestu, Moreda de Álava, Navaridas, Oyón, Peñacerrada, Ribera Alta, Ribera Baja, Salinas de Añana, Salvatierra, Samaniego, San Millán, Urcabustaiz, Valdegovía, Valle de Arana, Villabuena de Álava, Villarreal de Álava, Yécora, Zalduendo de Álava y Zuya.

Para optar al reparto de escaños en una circunscripción, cada candidatura debe obtener al menos el 3% de los votos válidos emitidos en dicha circunscripción.

### Composición actual
A partir de las elecciones forales de 2023 la composición actual de las Juntas Generales de Álava pasó a ser la siguiente:
| Resultados         |                                         |                             |                                     |              |       |
| Candidatura        | Cuadrilla de Vitoria Gasteizko Koadrila | Tierras Esparsas Lur Jareak | Cuadrilla de Ayala Aiarako Koadrila | Total        | Total |
| Candidatura        | Procuradores                            | Procuradores                | Procuradores                        | Procuradores | +/–   |
| EAJ-PNV            | 9                                       | 3                           | 3                                   | 15           | 2     |
| EH Bildu           | 9                                       | 3                           | 2                                   | 14           | 2     |
| PSE-EE             | 9                                       |                             |                                     | 9            | 1     |
| PP                 | 8                                       | 1                           |                                     | 9            | 1     |
| Elkarrekin Podemos | 3                                       |                             |                                     | 3            | 1     |
| Vox                | 1                                       |                             |                                     | 1            | 1     |

#### Composición actual de la mesa
Fecha de constitución de las Juntas Generales: 19 de junio de 2023.
- Presidenta: Irma Basterra Ugarriza (Grupo juntero EAJ-PNV)
- Vicepresidenta primera: Eva Mª Jiménez Alcudia (Grupo juntero Socialistas Vascos)
- Vicepresidenta segunda: Nerea Martínez Cerrillo (Grupo juntero EH Bildu)
- Secretario primero: José Damián García Moreno (Grupo juntero Elkarrekin Araba)
- Secretario segundo: Miguel Garnica Azofra (Grupo juntero Populares Alaveses)

#### Composición actual de la junta de portavoces
- Joseba Iñaki Ruiz de Galarreta Gamiz (Grupo juntero EAJ-PNV)
- Eva María López de Arroyabe Saez de Maturana (Grupo juntero EH Bildu)
- Jesús María López Ubierna (Grupo juntero Socialistas Vascos)
- Iñaki Oyarzábal de Miguel (Grupo juntero Populares Alaveses)
- David Rodríguez Llinares (Grupo juntero Elkarrekin Araba)
- Jonathan Romero Gámiz (Grupo juntero Mixto-Vox)

### Composición histórica
El reparto de los procuradores desde las elecciones de 1979 es el siguiente:
|                      | 1979 | 1983 | 1987 | 1991 | 1995 | 1999 | 2003 | 2007 | 2011 | 2015 | 2019 | 2023 |
| EAJ-PNV              | 26   | 23   | 10   | 14   | 15   | 12   | 14   | 14   | 13   | 13   | 17   | 15   |
| EH Bildu / Bildu     |      |      |      |      |      |      |      |      | 11   | 11   | 12   | 14   |
| PSE-EE               | 7    | 14   | 11   | 11   | 7    | 9    | 12   | 14   | 9    | 5    | 10   | 9    |
| PP / AP              | —    | 9    | 4    | 3    | 9    | 16   | 16   | 15   | 16   | 12   | 8    | 9    |
| EP / Podemos         |      |      |      |      |      |      |      |      |      | 8    | 4    | 3    |
| Vox                  |      |      |      |      |      |      |      |      |      |      |      | 1    |
| Cs                   |      |      |      |      |      |      |      |      |      | 1    |      |      |
| Irabazi / EB-B / EPK | —    | —    | —    | —    | 3    | 2    | 3    | 1    | 2    | 1    |      |      |
| Aralar               |      |      |      |      |      |      | —    | 1    | —    |      |      |      |
| ANV / EH / HB        |      | 4    | 8    | 7    | 4    | 6    | —    | 4    |      |      |      |      |
| EA                   |      |      | 12   | 3    | 4    | 4    | 5    | 2    |      |      |      |      |
| UA                   |      |      |      | 11   | 9    | 2    | 1    |      |      |      |      |      |
| EE                   | —    | 1    | 3    | 2    |      |      |      |      |      |      |      |      |
| CDS / UCD            | 14   | —    | 3    |      |      |      |      |      |      |      |      |      |
| Independientes       | 10   |      |      |      |      |      |      |      |      |      |      |      |
| Total                | 57   | 51   | 51   | 51   | 51   | 51   | 51   | 51   | 51   | 51   | 51   | 51   |

#### Histórico de Presidencias[7]
| I (1979) | 1  |      |      | Emilio Guevara Saleta Delegado Regio. Dimitió al separarse los cargos de presidente de la Juntas Generales y Diputado General | 1979 | 1980 |
| I (1979) | 2  |      |      | Patxi Ormazabal Zamakona Procurador por Vitoria. Dimitió.                                                                     | 1980 | 1983 |
| II (1983) | 2  | 1983 | 1986 | Patxi Ormazabal Zamakona Procurador por Vitoria. Dimitió.                                                                     |      |      |
| II (1983) | 3  |      |      | Juan Jose Ibarretxe Markuartu Procurador por Ayala                                                                            | 1986 | 1987 |
| III (1987) | 3  | 1987 | 1991 | Juan Jose Ibarretxe Markuartu Procurador por Ayala                                                                            |      |      |
| IV (1991) | 4  |      |      | Juan Pastor Álvarez Procurador por Vitoria                                                                                    | 1991 | 1995 |
| V (1995) | 5  |      |      | Jose Manuel López de Juan-Abad Fernández de Labastida Procurador por Vitoria. Falleció en el cargo.                           | 1995 | 1999 |
| V (1995) | 6  |      |      | Mikel Martínez Martínez de Lizardui Procurador por Vitoria.                                                                   | 1999 | 1999 |
| VI (1999) | 7  |      |      | Xesqui Castañer López Procuradora por Vitoria.                                                                                | 1999 | 2003 |
| VII (2003) | 8  |      |      | María Teresa Rodríguez Barahona Procuradora por Vitoria.                                                                      | 2003 | 2007 |
| VIII (2007) | 9  |      |      | Juan Antonio Zárate Pérez de Arriluzea Procurador por Vitoria.                                                                | 2007 | 2011 |
| IX (2011) | 9  | 2011 | 2015 | Juan Antonio Zárate Pérez de Arriluzea Procurador por Vitoria.                                                                |      |      |
| X (2015) | 10 |      |      | Pedro Elosegui González de Gamarra Procurador por Vitoria.                                                                    | 2015 | 2019 |
| XI (2019) | 11 |      |      | Pedro Elosegui González de Gamarra Procurador por Vitoria.                                                                    | 2019 | 2023 |
| XII (2023) | 12 |      |      | Irma María Basterra Ugarriza Procuradora por Ayala                                                                            | 2023 |      |
| Partidos políticos: • Partido Nacionalista Vasco • Partido Popular del País Vasco • Partido Socialista de Euskadi-Euskadiko Ezkerra |    |      |      | |      |      |